# Mofeta tacada oriental
La mofeta tacada oriental (Spilogale putorius) és una mofeta petita nadiua de l'est dels Estats Units.
Aquesta mofeta petita (40-58 cm) té un cos més similar al de les mosteles que el de la mofeta tacada. Les ratlles de la mofeta tacada oriental tenen un patró trencat. És una mofeta especialment activa, però també té més predadors que les altres mofetes (gats, linxs, mussols, humans, etc.). El seu hàbitat preferit són els boscos i les praderies.